# Convent del Carmen Calzado

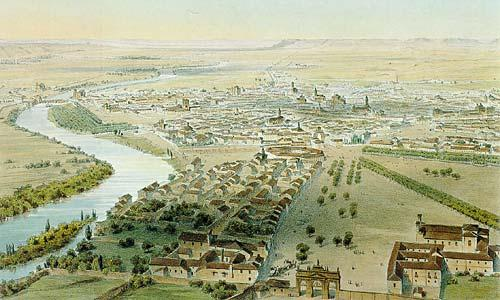
Dibuix d'Alfred Guesdon. En primer pla, a la dreta, apareix el convent del Carmen Calzado, demolit el 1930.

El convent del Carmen Calzado de Valladolid, va ser fundat per l'orde religiosa de l'Ordo Fratrum Beatissimae Virginis Mariae de Monte Carmelo a mitjan segle xvi. Eren coneguts com a carmelitans calçats per distingir-los dels carmelites descalços que van sorgir després de la reforma. El complex monàstic va ocupar uns terrenys al sud del camp comunal (futur Parc del Campo Grande), fora de la porta del Campo. La seva situació al costat del camí que conduïa a Madrid va propiciar l'estada i descans de diverses personalitats abans d'entrar a la vil·la, al segle xix i a partir de la Guerra del Francès va començar la seva decadència. Es va condicionar per a hospital i més tard amb l'exclaustració va acabar per sempre la vida conventual transformant-se els seus edificis en hospital militar. Al 1930 es va derrocar completament l'església i la resta d'edificis que encara es conservaven passant a formar part del de Patrimoni desaparegut de Valladolid; moltes de les seves obres d'art van ser disperses i la majoria desaparegudes.
El 1997 el Ministre de Defensa espanyol va acordar la seva venda amb l'Ajuntament i la Junta de Castella i Lleó. Va ser aleshores habilitat com a centre de donació de sang i hemoteràpia més ambulatori de la zona. Es va instal·lar allà la Gerència Regional de Salut de Castella i León i el servei del 112.

## Història
Quan els religiosos van arribar a Valladolid el 1551 amb la intenció de fundar un monestir es van allotjar a una casa d'esbarjo que els va cedir el seu propietari Bernardino de Mendoza. Aquesta casa es trobava a la zona coneguda com a «Río de Olmos». Però el lloc era insalubre i també una mica allunyat de la vil·la, pel que els frares van prendre la decisió de cercar un millor acomodament. Ho van trobar a unes cases cedides per Juan Alvarado, patró del convent; estaven les mencionades cases en la zona sud de camp comunal i allà van estar fins que van poder anar construint el definitiu convent, la fàbrica del qual s'atribueix a Francisco de Praves.
Els cronistes de l'Ordre, seguint les anotacions del seu cartulari donen les dates de 1560 i 1563 per a la instal·lació del convent en aquest lloc. D'altra banda els historiadors locals Juan Antolínez de Burgos i Matías Sangrador donen la data de 1552. Van rebre com a almoina i ajut de Maria de Mendoza (vídua de Francisco de los Cobos secretari de Carles I) la quantitat de 2000 ducats per comprar més terreny i més cases i poder anar construint el definitiu convent. A més a més dels edificis van arribar a tenir una gran horta. Cap a 1620 es van acabar les obres de l'església portades a terme per Juan de Mazarredonda i Francisco de Praves. Tot el conjunt conventual va ser una obra de gran envergadura. Van transcórrer els segles XVII i XVIII amb total normalitat en la vida del convent fins començaments del segle xix en el qual va tenir lloc la guerra del Francés.
Al 1835 i després de l'exclaustració el convent es va destinar de manera provisional a hospital militar. Al 1842 ja no era de manera provisional sinó definitiva. L'edifici de l'església es va utilitzar com a magatzem i a les altres dependències es van fer obres per instal·lar les oficines necessàries. Van dividir els espais en salons ben ventilades amb capacitat per a cinc-cents llits, es va fer una capella, un menjador, una sala d'inspecció anatòmica, una cambra per a banys i farmàcia.
Va arribar a l'any 1930 el moment de l'enderroc definitiu de l'església i resta de dependències monacals que encara quedaven en peu i al solar es va aixecar un nou edifici d'acord amb les necessitats dels temps. El 1997 el Ministre de defensa espanyol va acordar la seva venda amb l'Ajuntament i la Junta de Castella i Lleó. Va ser aleshores habilitat com a centre de donació de sang i hemoteràpia més ambulatori de la zona. Es va instal·lar allà la Gerència Regional de Salut de Castella i León i el servei del 112.

## L'església

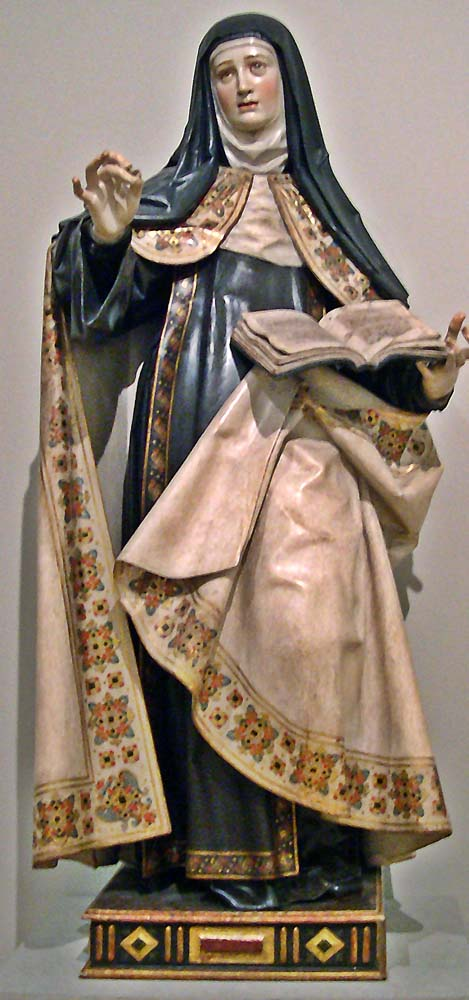
Imatge de santa Teresa; autor Gregorio Fernández.

L'edifici principal de tot el conjunt monàstic va ser l'església que es va plantejar edificar-la el 1574. Van començar les obres amb l'ajut econòmic d'Ana de Velasco i Avendaño (vídua d'Alonso de Alvarado) que va adquirir d'aquesta manera el seu patronatge i de forma especial el patronatge de la capella major. El mencionat patronatge incloïa el dret a enterrament dintre de la capella major, per a ella i els seus descendents. Va començar-se en primer lloc a construir-se la capçalera, braços del creuer i capella major a càrrec del mestre d'obres Francisco del Río que es va comprometre a acabar el treball en sis anys i va presentar com a fiadors a Juan Tomás Celma (entallador) i Juan de la Lastra amb Rodrigo de Olave (mestres d'obra de pedra picada). Al 1621 es van acabar les obres, fins i tot el campanar i a l'interior ja estaven col·locades les vidrieres, reixes, els escuts i les pintures. La capella major tenia un bon retaule amb obres de Gregorio Fernández la descripció del qual va fer Isidoro Bosarte després del seu viatge per Valladolid en 1808: 
| « | El retablo principal del Cármen calzado, que es de Gregorio Hernandez, da á entender desde luego que es traza de buen escultor. Consta de dos cuerpos de arquitectura, el de abaxo es corintio, y contiene quatro columnas. El segundo viene á ser un grande ático para rematar en un arco que incluye un calvario con las figuras del Crucifixo, la Virgen y San Juan, todas del tamaño natural. El cuerpo corintio contiene en medio una gran medalla de mucho relieve, cuyo asunto es la Virgen entregando el escapulario á San Simon Stoc. Por los paños solamente y no por las cabezas, á fuerza de mirar y remirar esta medalla, he podido conocer ser de Hernandez. En los intercolumnios son de mucho mérito las efigies de los dos Santos Cirilos. -Isidoro Bosarte (1808). | » |

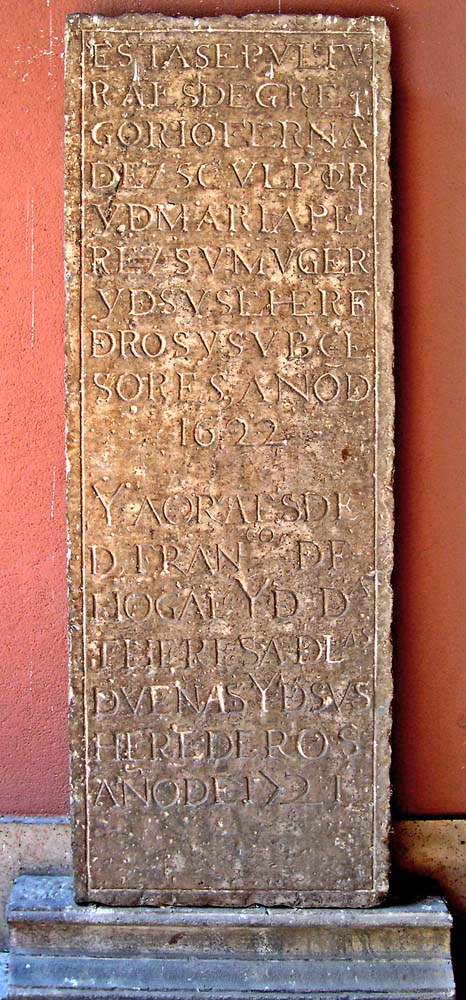
Làpida de la tomba de Gregorio Fernández. Museu de Valladolid.

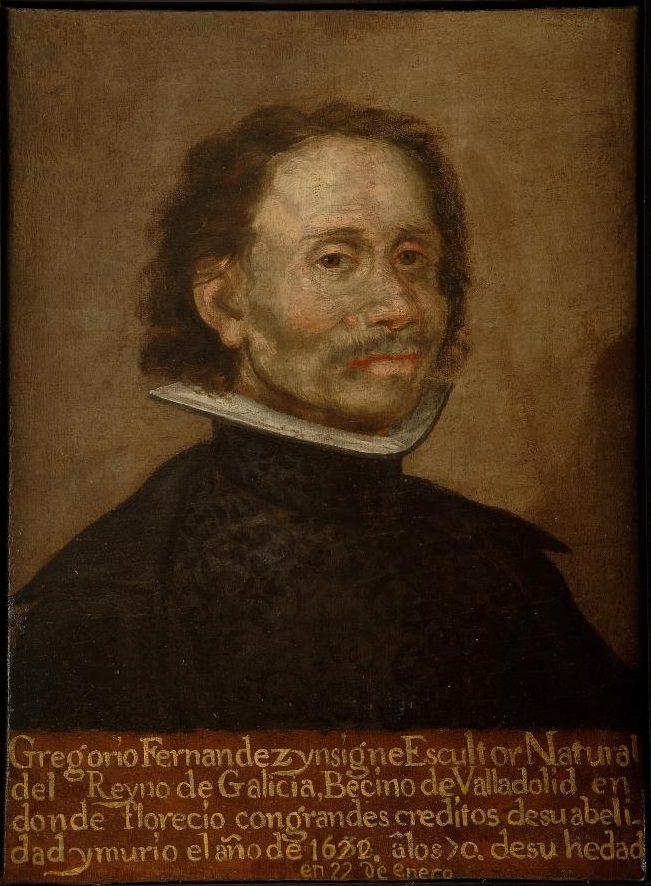
Retrat de Gregorio Fernández; autor Diego Valentín Díaz.

A més a més de la capella major tenia diverses capelles laterals a dreta i esquerra. Una d'aquestes capelles era la de la Mare de Déu del Carme, situada en el costat de l'Evangeli la imatge titular de la qual amb el Nen en braços van arribar a veure el viatger Antonio Ponz, l'historiador i viatger Isidoro Bosarte i el pintor Antonio Palomino. Van atribuir la imatge al treball de Gregorio Fernández i van destacar la seva qualitat, elegància i bellesa. Aquesta escultura va passar a l'hospital de la Resurrecció després de l'exclaustració i més tard es va guardar al museu d'Escultura anomenat aleshores Museu Provincial de Belles Arts. Aquella escultura es va mantenir durant anys al museu, fins i tot va ser a la nova seu, fins que va passar a les mans del negociant en béns desamortitzats Manuel Safont que la va comprar i després es va perdre el seu rastre per a sempre.
Una altra de les imatges que es coneixen d'aquest escultor és la de santa Teresa de Jesús realitzada el 1625 per a la capella del costat de l'epístola manada fer per fra Juan de Orbea, personatge de pes al convent a més a més d'amic personal de Gregorio Fernández. L'escultor va voler enterrar-se en aquesta església i amb aquest fi va comprar anys abans de la seva mort, el 1622, la sepultura per a ell i la seva família. Un segle més tard, el 1721, un veí de Valladolid anomenat Francisco Hogal va adquirir els drets de la tomba. Aquest fet pot llegir-se en la pròpia làpida que es conserva al museu de Valladolid on va ser portada a propòsit de l'enderroc de l'església. No va poder fer-se el mateix amb els ossos que van trobar dintre, així que les restes de l'escultor es van perdre per sempre.
Tanmateix es va poder rescatar el 1809 el retrat de l'artista fet pel seu amic el pintor val·lisoletà Diego Valentín Díaz trobat al creuer de l'església. Ponz ho va descriure així: «Retrat de l'insigne escultor d'Espanya Gregorio Hernandez o Fernandez en llenç de més de mitja vara d'alt que es troba embotit en la paret de l'església a la vora de l'altar d'Nra. Mare del Carmen.» Al 1818 es va endur aquesta pintura a la Reial Acadèmia de Belles Arts de la Puríssima Concepció i d'allà va passar a l'aleshores al Museu Provincial de Valladolid.